# Euphorbia imitata
Euphorbia imitata är en törelväxtart som beskrevs av Nicholas Edward Brown. Euphorbia imitata ingår i släktet törlar, och familjen törelväxter.
Artens utbredningsområde är Angola. Inga underarter finns listade i Catalogue of Life.